# 三谷麗奈
三谷 麗奈（みたに れな、1994年9月7日 - ）は、日本のエスティシャン。神奈川県横浜市出身。

## 来歴
2013年4月タカラ・インターナショナルエステティックカレッジ入学。2014年3月タカラ・インターナショナルエステティックカレッジ卒業。2018年4月R-BlooM設立。
美容師免許は取得していない。

## 受賞
- 2015年1月　技能五輪国際大会日本代表に決定
- 2015年9月　技能五輪国際大会出場　ビューティーセラピー職種　銀賞
- 2015年11月　東京都知事賞